# Lilly Becker
Sharlely „Lilly“ Becker (* 25. Juni 1976 als Sharlely Kerssenberg in Rotterdam) ist ein niederländisches Model. Sie wurde durch ihre Ehe mit Boris Becker bekannt. 

## Leben und Karriere
Beckers Vater war Eigenangaben zufolge Deutscher, ihre Mutter stammte aus Suriname. Da ihre Eltern bei einem Autounfall ums Leben gekommen waren, wuchs sie als Waise mit ihrer Schwester zunächst bei den Großeltern, später bei ihrem Onkel und ihrer Tante in Amsterdam auf und besuchte dort die Realschule. Ein italienischer Modelscout lehnte 1992 ihre Bewerbung ab. Später arbeitete sie für einige Monate als Croupière in London und Tel Aviv. 1999 zog sie nach Miami Beach und arbeitete zunächst als Barkeeperin und Hostess. 2003 lernte sie den US-amerikanischen Medienunternehmer und Rechtsanwalt Michael R. Bermann kennen, mit dem sie von 2003 bis 2008 verheiratet war.
Die nunmehr als Fotomodell arbeitende Kerssenberg lernte im September 2005, als sie bereits von ihrem Ehemann getrennt lebte, den ehemaligen Tennisspieler Boris Becker kennen, der mit seinem Sohn eine Geburtstagsfeier in einer Pizzeria in Miami Beach abhielt. Sie wohnte dort in einem Appartementhaus, in dem auch Becker seit einem Jahr lebte. Im April 2007 zog sie in Beckers Wohnung am Zürichsee. Danach wechselte sie in ein Appartement in Chelseas King’s Road. 
Nach einer zweimonatigen Liaison mit Alessandra Meyer-Wölden kehrte Boris Becker im August 2008 zu Kerssenberg zurück. Im Februar 2009 verkündeten sie bei Wetten, dass …?, dass sie heiraten werden. Die Trauung fand am 12. Juni 2009 in St. Moritz statt. Am 10. Februar 2010 kam ein gemeinsamer Sohn zur Welt. Im Mai 2018 trennte sich das Paar.
Becker nahm an der 18. Staffel der Reality-Show Ich bin ein Star – Holt mich hier raus! teil und wurde im Finale am 9. Februar 2025 zur Siegerin gekürt.

## Fernsehauftritte
- 2009: TV total PokerStars.de Nacht (Folge 12: Siegerin, Folge 14: Vierte)
- 2014: Let’s Dance (mit Erich Klann)
- 2016: I Can Do That!
- 2016, 2020: Grill den Henssler
- 2016: Paarduell
- 2016: Das ProSieben Auswärtsspiel
- 2016: The Big Music Quiz
- 2017: The Story of My Life
- 2017: Global Gladiators
- 2017: Circus HalliGalli
- 2017: The Taste
- 2018: Promi Shopping Queen
- 2019: Die Promi-Darts-WM
- 2019: Stars im Spiegel – Sag mir, wie ich bin
- 2019: Promi Shopping Queen
- 2020: Dahoam is Dahoam
- 2020: Wer kann, der kann!
- 2020: Bin ich schlauer als...?
- 2020: Ranking the Stars
- 2020: Schlag den Star
- 2020: Pocher – gefährlich ehrlich!
- 2020: Die! Herz! Schlag! Show!
- 2020: Täglich frisch geröstet
- 2021: Die Gegenteilshow
- 2022: Showtime of my Life – Stars gegen Krebs
- 2022: Prominent!
- 2025: Ich bin ein Star – Holt mich hier raus! (Siegerin)
- 2025: Raabs Pokernacht mit GGPoker.de (Folge 2: Dritte)
- 2025: My Style Rocks (Gastjurorin)